# Флорин, Вильгельм
Вильге́льм Фло́рин (нем. Wilhelm Florin; 16 марта 1894, Кёльн — 5 июля 1944, Москва) — деятель немецкого и международного рабочего движения.

## Биография
Родился в католической рабочей семье. По профессии рабочий-металлист. В 1908 году (по другим данным в 1913) вступил в молодёжную социалистическую организацию, в 1913 году — в Союз немецких металлистов.
После начала Первой мировой войны в 1914 году мобилизован, служил в пехоте. Вёл антимонархическую и антивоенную пропаганду в армии. Будучи противником войны, после создания Независимой социал-демократической партии Германии в 1917 году вступил в неё, примыкал к её революционному левому крылу.
В 1920 году вступил в Коммунистическую партию Германии. Являлся одним из организаторов забастовочного движения в Руре и Рейнской области. Вёл партийную работу в Рейнской области, пока не был выслан оттуда французскими властями.
В 1924 году избран в члены ЦК, а в 1929 году — в Политбюро ЦК КПГ. В период с марта 1923 по 1933 год неоднократно избирался в рейхстаг. В ходе внутрипартийной борьбы выступал против Р. Фишер и А. Маслова и поддержал Э. Тельмана, в 1925 провёл реорганизацию раздираемых фракционными конфликтами парторганизаций Рура, которые он возглавлял до 1932 года.
После установления в Германии фашистской диктатуры вёл некоторое время нелегальную работу, затем по решению ЦК КПГ эмигрировал в Париж, затем в СССР. В 1935—1943 годах входил в Президиум Исполкома Коминтерна, состоял в Международной контрольной комиссии Коминтерна. Принимал участие в Брюссельской конференции КПГ в октябре 1935 года.
В 1943 году был одним из учредителей комитета «Свободная Германия». Умер в 1944 году. Первоначально похоронен в Москве (урна с прахом была захоронена в колумбарии Новодевичьего кладбища), в 1954 прах перенесён в Германию и захоронен в Мемориале социалистов на Центральном кладбище Фридрихсфельде. На Новодевичьем кладбище в Москве плита с его именем осталась, как кенотаф.
Сын Вильгельма Флорина Петер Флорин (1921—2014) стал в ГДР политическим деятелем и дипломатом.

## Память
- Именем Вильгельма Флорина в ГДР были названы казармы Национальной народной армии в Ростоке и улица в Берлине (ныне обе переименованы).
- Именем Вильгельма Флорина назван большой торпедный катер проекта 206, произведённый для ВМС ГДР.

## Киновоплощение
- 1955 — «Эрнст Тельман — вождь своего класса[нем.]». В роли Вильгельма Флорина — Герд Вер

## Сочинения
- Wilhelm Florin. Gegen den Faschismus. Reden und Aufsätze. Mit einem biographischen Abriss. Berlin 1986, ISBN 3-320-00648-7
- Warum führt Hitler Krieg gegen die Sowjetunion? Florin, Wilhelm. — Moskau : Verl. für Fremdsprachige Literatur, 1942